# Рухано, Хосе
Хосе́ Умбе́рто Руха́но Гилье́н (исп. José Humberto Rujano Guillen, род. 18 февраля 1982, Санта-Крус-де-Мора, Венесуэла) — венесуэльский профессиональный шоссейный велогонщик. Горный король и третий призёр Джиро д’Италия 2005, победитель трех этапов итальянской супермногодневки.

## Карьера
Родился в венесуэльском городке Санта-Крус-де-Мора, который окружают высокие горы, в детстве работал на кофейных плантациях, а после, впечатлившись успехами Леонардо Сьерры — победителя этапа на Джиро 1990 года и родившегося также в Санта-Крус, Рухано решил заняться велоспортом.
Хосе Рухано дебютировал в профессиональном пелотоне в 2003 году с континентальной командой «Colombia-Selle Italia», которой руководил итальянец Джанни Савио, который и приметил талантливого велосипедиста в Южной Америке. В первом сезоне Хосе особых лавров не снискал, однако в 2004 году выиграл венесуэльскую многодневную гонку Вуэльта Тачиры, горную и молодежную классификацию, два этапа, после занял третье место на Вуэльте Венесуэлы. В январе 2005 года повторил свой успех на Вуэльте Тачиры.
Успехи молодого венесуэльца впечатлили директора команды и в мае 2005 года Хосе Рухано дебютировал на Джиро д’Италия. Провалив начало гонки, с первыми горами венесуэлец поймал кураж: третий — на этапе до Ортизеи и Ливиньо, второй — до Лимоне Пьемонте. На последнем горном этапе, уйдя на последних километрах от Джильберто Симони, он одержал сольную победу в Сестриере, одновременно завоевав третье место в генеральной классификации с отставанием от победителя Джиро всего в 45 секунд. Повышенная активность в горах также привела Рухано к завоеванию зелёной майки лучшего горовосходителя.
Успехи вскружили голову талантливому гонщику. Стартовав на Джиро д’Италия 2006 Хосе атаковал на горном этапе, а после сошёл из-за того, что прямо по ходу гонки подписал контракт с командой мирового дивизиона Quick Step-Innergetic. Возможность гоняться в самых крупных гонках и выгодное ценовое предложение послужили причиной разлада с союзе Хосе Рухано и Джанни Савио. Остаток сезона он провел в бельгийской команде, стартовал на Тур Де Франс, однако сошёл на 17 этапе, а после перешёл в Unibet.com на сезон 2007 года. В 2008 году с испанской командой Caisse d'Epargne он вновь выступил на Джиро — но показал неутешительный результат, заняв 49 место.
Из-за своего сложного характера венесуэлец был вынужден вернуться в континентальные соревнования. В «Gobernación del Zulia» он провел сезон 2009 года, а «ISD-NERI» — 2010, собирая успехи на местных гонках.
Видя, как пропадает талант, Джанни Савио, бывший спортивный директор венесуэльца, дает ему «последний шанс» — подписывает с ним контракт на сезон 2011 года. Успехи не заставили себя ждать: на первом серьезном горном этапе Джиро с финишем в Этну Рухано показал второе время, уступив только Альберто Контадору (после дисквалификации испанца звание победителя перейдет к венесуэльцу), на 13 этапе до Гросглоккнера Рухано вновь разыграли победу с Контадором и на этот раз удача была на его стороне. В итоговой классификации Джиро венесуэлец показал шестое место.
В 2012 году он вынужден был сойти с итальянкой супермногодневки из-за мононуклеоза. В конце сезоне Хосе Рухано во второй раз в своей карьере оставил команду Джанни Савио и на сезон 2013 года подписал контракт с командой мирового дивизиона — Vacansoleil-DCM, однако никаких результатов в её составе не показал.
В июне 2013 года венесуэлец объявил о своем уходе из профессионального спорта.